# Comuna Lunca, Herța
Lunca (în ucraineană Лунка, transliterat: Lunka) este o comună în raionul Herța, regiunea Cernăuți, Ucraina, formată din satele Lunca (reședința), Movila și Pilipăuți.

## Demografie
Componența lingvistică a comunei Lunca
     Română (96,82%)
     Ucraineană (2,36%)
     Alte limbi (0,83%)
Conform recensământului din 2001, majoritatea populației comunei Lunca era vorbitoare de română (96,82%), existând în minoritate și vorbitori de ucraineană (2,36%).